# هپاتیت سی
هپاتیت سی (به انگلیسی: Hepatitis C) نوعی عفونت است که عمدتاً کبد را تحت تأثیر قرار می‌دهد. ویروس هپاتیت سی (HCV)علت این بیماری است. هپاتیت سی اغلب هیچ علائمی ندارد، اما عفونت مزمن موجب زخم شدن کبد می‌شود، و پس از چند سال به سیروز کبد می‌انجامد. در بعضی موارد، افراد مبتلا به سیروز کبد همچنین دارای نارسایی کبد، سرطان کبد، یا عروق بسیار متورم مری و معده می‌باشند که این مورد آخر می‌تواند منجر به خون‌ریزی تا حد مرگ شود. .
افراد اغلب از طریق تماس خونی ناشی از استعمال درون وریدی مواد مخدر، تجهیزات پزشکی ضدعفونی نشده، و تزریق خون به هپاتیت سی مبتلا می‌شوند. به صورت تخمینی ۱۳۰ تا ۱۷۰ میلیون نفر در سراسر جهان به هپاتیت سی مبتلا هستند. دانشمندان در دهه ۱۹۷۰ تحقیقات در مورد HCVرا آغاز کردند و در ۱۹۸۹ وجود این بیماری را تأیید نمودند. این ویروس به عنوان عامل بیماری در سایر حیوانات شناخته نشده‌است.
اینترفرون و ریباویرین داروهای استاندارد برای HCV هستند. بین ۵۰٪ تا ۸۰٪ افرادی که با این داروها تحت معالجه قرار می‌گیرند، درمان می‌شوند. کسانی که به سیروز یا سرطان کبد دچار می‌شوند، ممکن است به پیوند کبد نیاز پیدا کنند، ولی ویروس اغلب پس از پیوند مجدداً عود می‌کند. هیچ واکسنی برای هپاتیت سی وجود ندارد.

## علایم و نشانه‌ها
هپاتیت سی تنها در ۱۵٪ موارد به علایم حاد منجر می‌شود. علایم اغلب ملایم و نامشخص هستند، از جمله کاهش اشتها، خستگی، تهوع، دردهای مفصلی یا عضلانی، و کاهش وزن. تنها موارد کمی از عفونت حاد با زردی همراه است. عفونت در ۱۰–۵۰٪ افراد و بیش از سایرین در بانوان جوان، بدون درمان بهبود می‌یابد.

### عفونت مزمن
هشتاد درصد افرادی که در معرض این ویروس قرار می‌گیرند، به عفونت مزمن دچار می‌شوند. اکثر افراد در دهه‌های نخستین عفونت، کمترین یا هیچ علائمی را تجربه نمی‌کنند، اگرچه هپاتیت سی مزمن می‌تواند با خستگی همراه باشد. . هپاتیت سی در میان افرادی که برای چندین سال به این بیماری مبتلا بوده‌اند، علت اصلی سیروز کبد و سرطان کبد است. بین ۱۰–۳۰٪ از افرادی که بیش از ۳۰ سال مبتلا بوده‌اند، به سیروز کبد دچار می‌شوند. سیروز کبد در افرادی که همچنین به هپاتیت بی یا HIV مبتلا بوده‌اند، معتادان الکلی و مردان شایع تر است. افرادی که به سیروز کبد مبتلا می‌شوند، با خطری ۲۰ برابر بیشتر در ابتلا به سرطان کبد مواجه هستند؛ با میزان ۱–۳٪ در سال. در معتادان به الکل، خطر ابتلا ۱۰۰ برابر بیشتر است. هپاتیت سی علت ۲۷٪ از موارد سیروز کبد و ۲۵٪ از موارد سرطان کبد است.
سیروز کبد می‌تواند منجر به فشار خون بالا در رگ‌های متصل به کبد، تجمع مایعات در شکم، خون‌ریزی یا کبودی به سادگی، رگ‌های بزرگ شده، به خصوص در مری و معده، زردی (زرد شدن پوست)، و آسیب مغزی گردد.

### اثرات خارج از کبد
هپاتیت سی همچنین در موارد نادر با سندروم شوگرن (نوعی اختلال در سیستم دفاعی بدن)، تعداد کم‌تر از حد طبیعی پلاکت‌های خون، بیماری مزمن پوستی، دیابت، و لنفومای غیر هوچکینی همراه است.
عفونت هپاتیت سی  (HCV) در مراحل اولیه معمولاً بدون علائم خاصی رخ می‌دهد، و افراد ممکن است تا سال‌ها یا دهه‌ها بدون احساس بیماری زندگی کنند. اگر علائم ظاهر شوند، معمولاً به شرح زیر هستند:
1. کم‌افزایش‌های ملایم آنزیم‌های کبدی: در تست‌های خونی، افزایش ملایم آنزیم‌های کبدی مانند ALT و AST ممکن است مشاهده شود.
2. خستگی:افراد ممکن است احساس خستگی مداوم کنند که نه به سادگی با استراحت بهبود پیدا می‌کند.
3. تغییر رنگ ادرار: ادرار ممکن است تیره‌تر شود.
4. تغییر رنگ مدفوع: مدفوع‌ها ممکن است رنگ خود را از دست بدهند و رنگ کمی زرد یا کمی روشن‌تر داشته باشند.
5. نفخ شکمی: افراد ممکن است احساس نفخ و بزاق شکمی کنند.
6. اشکال در کبد: در برخی از افراد، درد یا تورم در نواحی کبدی احساس می‌شود.
7. کاهش وزن: برخی از افراد ممکن است به طور ناگهانی و بدون تغییر در رژیم غذایی ورزشی وزن خود را کاهش دهند.
8. علائم عمومی: علائم معمولی دیگری مانند تب، سردرد، درد عضلانی، و افت‌کیفیت خواب نیز ممکن است ظاهر شوند.
9. علائم بیرونی: گاهی اوقات علائم بیرونی مانند پوست زرد (جائوندیس) نیز دیده می‌شود.
توجه داشته باشید که بسیاری از افراد با هپاتیت C در مراحل اولیه عفونت به علائمی نیاز ندارند و بیماری به صورت خفیف پیش می‌رود. تشخیص دقیق هپاتیت C نیاز به تست‌های خونی خاصی دارد. اگر شما یا کسی که شما مشکوک به آلودگی به HCV هستید، علائم مشابه هپاتیت C دارید یا در معرض عوامل خطر قرار دارید، بهتر است با پزشک خود مشورت کرده و تست‌های مربوطه را انجام دهید. در صورت تشخیص هپاتیت C، درمان مناسب و پیگیری توسط یک متخصص از اهمیت بسیاری برخوردار است.

## علت
ویروس هپاتیت سی یک ویروس RNA کوچک پوشینه دار تک زنجیره‌ای مثبت است. این ویروس عضو جنس «هپاسی ویروس» در خانواده ‘‘فلاوی ویریده’’ است. HVC ۷ ژنوتایپ اصلی دارد. در ایالات متحده آمریکا، ژنوتایپ ۱ در ۷۰٪ موارد عامل بیماری است، و هر یک از دیگر ژنوتایپ‌ها ۱٪ موارد را ناشی می‌شوند. در آمریکا و اروپا نیز ژنوتایپ ۱ شایع‌ترین نوع است.

## راه های انتقال هپاتیت سی
راه اصلی سرایت بیماری در کشورهای توسعه یافته‌استعمال درون وریدی مواد مخدر (IDU)است. در کشورهای در حال توسعه، راه‌های اصلی عبارتند از تزریق خون و شیوه‌های پزشکی غیر ایمن علت سرایت در ۲۵٪ موارد نامعلوم باقی می‌ماند. ; ولی تعداد زیادی از این موارد احتمالاً به علت استعمال درون وریدی مواد مخدر هستند.

### استعمال درون وریدی مواد مخدر
استعمال درون وریدی مواد مخدر (IDU)یک عامل مهم ریسک برای هپاتیت سی در بسیاری از قسمت‌های جهان است. . یک بررسی از ۷۷ کشور نشان می‌دهد که در ۲۵ کشور میزان هپاتیت سی در جمعیت مصرف‌کننده مواد مخدر بین ۶۰٪ تا ۸۰٪ است؛ از جمله آمریکا و چین. دوازده کشور دارای میزانی بیش از ۸۰٪ هستند. در میان مصرف‌کنندگان مواد مخدر ده میلیون نفر به هپاتیت سی مبتلا هستند؛ چین (۱٫۶ میلیون)، ایالات متحده (۱٫۵ میلیون)، و روسیه (۱٫۳ میلیون) بیشترین میزان مجموع مبتلایان را دارند. میزان هپاتیت سی در میان زندانیان در ایالات متحده ۱۰ تا ۲۰ برابر این میزان در جمعیت عمومی است، که این مطالعات نشان دهنده رفتارهای پرخطر مانند استعمال درون وریدی مواد مخدر (IDU) و خالکوبی با تجهیزات غیر استریل است. .

#### تماس در حین مراقبت‌های پزشکی
تزریق خون، فراورده‌های خونی، و پیوند اعضا بدون آزمایش HCV ریسک بالای ابتلا را ایجاد می‌کند. ایالات متحده آزمایش جهانی را در سال ۱۹۹۲ پایه‌ریزی کرد. از آن زمان تاکنون میزان ابتلا با کاهشی تا میزان یک در ۱۰٬۰۰۰ تا ۱۰٬۰۰۰٬۰۰۰ در واحدهای خون از میزان یک در ۲۰۰ واحد خون روبه رو بوده‌است. . این ریسک کم، باقی می‌ماند زیرا یک دوره حدوداً ۱۱–۷۰ روزه بین این که یک اهداکننده خون احتمالی، هپاتیت سی بگیرد و این که جواب آزمایش خون مثبت باشد، زمان وجود دارد. . برخی کشورها هنوز به دلیل هزینه آن، برای هپاتیت سی آزمایش انجام نمی‌دهند.
کسی که از سوزن یک فرد مبتلا به HCV زخم ناشی از سوزن برمی‌دارد، پس از آن با احتمال ۱٫۸٪ ابتلا به بیماری رو به رو است.
این احتمال بیشتر است چنانچه سوزن به کار رفته خالی و زخم عمیق باشد. . در تماس مخاط با خون هم ریسک ابتلا وجود دارد؛ اما این ریسک کم است، و اگر تماس خونی بر روی پوست سالم رخ دهد، هیچ ریسکی وجود ندارد.
تجهیزات بیمارستانی نیز هپاتیت سی را انتقال می‌دهند، از جمله: استفاده مجدد از سوزن‌ها و سرنگ‌ها، استفاده چندباره از شیشه‌های دارو، کیسه‌های تنفسی، و تجهیزات جراحی غیر استریل. استانداردهای ضعیف در تسهیلات پزشکی و دندانپزشکی دلیل اصلی شیوع HCV در مصر است که بیشترین میزان ابتلا در جهان را داراست.

#### آمیزش جنسی
این که آیا هپاتیت سی از راه آمیزش جنسی قابل انتقال است، نامعلوم است. در حالی که بین رفتار جنسی پرخطر و هپاتیت سی پیوندی وجود دارد، روشن نیست که آیا انتقال بیماری ناشی از مصرف مواد مخدر است که به آن اشاره‌ای نشده، یا خود رابطه جنسی. شواهد نشان می‌دهد که ریسکی برای زوج‌های متشکل از دو جنس مخالف که با افراد دیگر رابطه جنسی ندارند، وجود ندارد. اعمال جنسی که سطوح بالای آسیب به لایه درونی مجرای مقعد را دربرمی گیرد، مانند دخول از راه مقعد، یا اعمالی که هنگامی اتفاق می‌افتد که بیماری‌های منتقل شونده از راه آمیزش جنسی، از جمله HIV یا زخم در ناحیه تناسلی، نیز وجود دارند، ریسک ابتلا ایجاد می‌کنند. دولت ایالات متحده تنها برای جلوگیری از انتقال هپاتیت سی در افراد دارای چند شریک جنسی، استفاده از کاندوم را توصیه می‌کند.

### خال‌کوبی و سوراخ‌کاری
خالکوبی با دو یا سه برابر خطر بیشتر هپاتیت سی همراه است. این می‌تواند به دلیل لوازم استریل نشده یا آلودگی رنگ‌های استفاده شده باشد. خالکوبی یا سوراخ‌کاری که پیش از اواسط دهه ۱۹۸۰ یا به صورت غیرحرفه‌ای انجام می‌شد نگران‌کننده است، چرا که ممکن است تکنیک‌های استریل کردن در این شرایط ضعیف باشد. ریسک در خالکوبی‌های بزرگ‌تر بیشتر می‌شود. تقریباً نیمی از زندانیان از لوازم خالکوبی غیراستریل مشترک استفاده می‌کنند. به ندرت در مراکز مجاز خالکوبی ابتلا مستقیم به HCV رخ می‌دهد.

### تماس با خون
لوازم بهداشتی شخصی مانند تیغ‌ها، مسواک، و لوازم مانیکور و پدیکور می‌توانند با خون تماس پیدا کنند. به اشتراک گذاشتن آن‌ها افراد را در معرض خطر HCV قرار می‌دهد. افراد باید مراقب بریدگی‌ها، زخم‌ها، و دیگر خونریزی‌ها باشند. HCV از طریق تماس‌های معمول مانند بغل کردن، بوسیدن، یا غذا خوردن از ظروف یا وسایل آشپزی مشترک شیوع پیدا نمی‌کند.

### انتقال از مادر به بچه
انتقال هپاتیت سی از مادر مبتلا به فرزند وی در کمتر از ۱۰٪ بارداری‌ها اتفاق می‌افتد. هیچ اقدامی وجود ندارد که بتواند این ریسک را تغییر دهد. انتقال می‌تواند در دوره بارداری یا زایمان اتفاق افتد. یک زایمان طولانی با خطر بیشتر انتقال در ارتباط است. هیچ مدرکی مبنی بر اینکه تغذیه از شیر مادر HCV را انتقال می‌دهد وجود ندارد، گرچه مادر مبتلا باید از شیر دادن به نوزاد، در صورت شکاف و خون‌ریزی از نوک سینه یا در صورتی که بار ویروسی وی زیاد است، خودداری کند.

## تشخیص

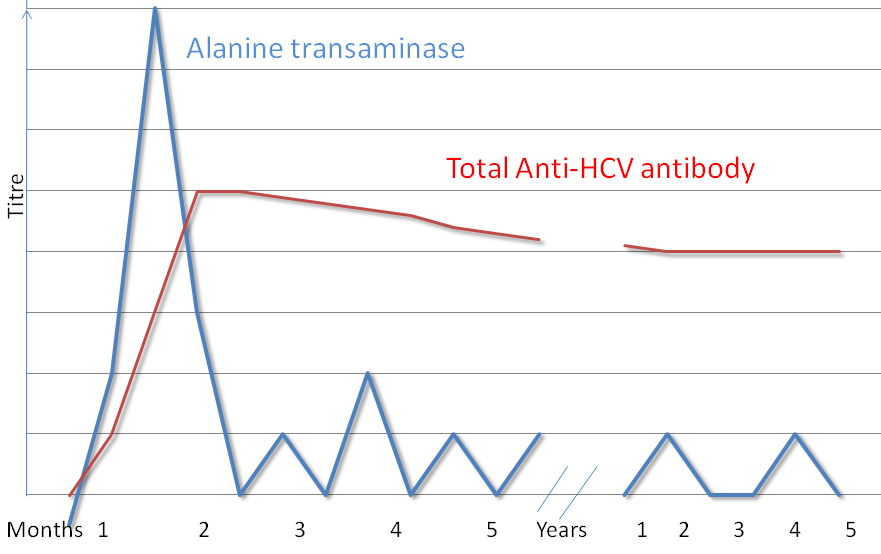
پروفایل سروم‌شناسی بیماری هپاتیت سی

آزمایش‌های تشخیص هپاتیت سی عبارتند از: آنتی‌بادی HCV، تست الایزا (ELISA)، وسترن بلات، HCV RNA کمی. واکنش زنجیره‌ای پلی مراز (PCR)، می‌تواند HCV RNA را یک تا دو هفته پس از ابتلا شناسایی کند، در حالی که آنتی‌بادی‌ها ممکن است برای شکل‌گیری و نمایاندن خود به زمان بسیار بیشتری نیاز داشته باشند.
هپاتیت سی مزمن، ابتلا به ویروس هپاتیت سی است که بر اساس حضور RNA خود، تا شش ماه مقاومت نشان می‌دهد. .
به این دلیل که بیماری‌های مزمن معمولاً تا ده‌ها سال علایمی نشان نمی‌دهند، پزشکان بالینی عموماً از طریق آزمایش‌های عملکرد کبد یا در حین آزمایش‌های روتین از افراد دارای ریسک بالا، به این بیماری پی می‌برند. آزمایش نمی‌تواند بین بیماری‌های مزمن و حاد تمایزی قایل شود.

### آزمایش خون
آزمایش هپاتیت سی معمولاً با آزمایش‌های خون آغاز می‌شود تا با استفاده از روش ایمونواسی آنزیمی وجود پادتن‌ها در ویروس هپاتیت سی تشخیص داده شوند. اگر آزمایش مثبت باشد، برای تأیید صحت ایمونواسی و به منظور تعیین شدت بیماری آزمایش دومی انجام می‌شود. آزمایش recombinant immunoblot صحت ایمونواسی را تأیید کرده، و واکنش زنجیره‌ای پلیمراز ویروس هپاتیت سی و اسید ریبونوکلیئیک (RNA) شدت بیماری را تعیین می‌کند. اگر اثری از اسید ریبونوکلیئیک (RNA) و جود نداشته باشد و آزمایش immunoblot مثبت باشد، این به این معنی است که شخص قبلاً به ویروس آلوده شده اما یا به وسیلهٔ معالجه یا خود به خود این ویروس از بین رفته‌است؛ اگر آزمایش immunoblot منفی باشد، به این معنی است که آزمایش ایمونواسی اشتباه بوده‌است. برای مثبت بودن آزمایش‌های ایمونواسی بین شش تا هشت هفته باید از زمان آلودگی به ویروس گذشته باشد.
آنزیم‌های کبدی در ابتدای آلودگی به ویروس متغیر می‌باشند؛ معمولاً پس از گذشت هفت هفته از آلودگی به ویروس، آنزیم‌های کبدی افزایش می‌یابند. آنزیم‌های کبدی ارتباط چندانی با شدت بیماری ندارند.

### بافت برداری
بافت برداری‌های کبدی می‌توانند شدت آسیب کبدی را مشخص سازند، اما این فرایندها خطراتی نیز به همراه دارند. تغییرات معمولی که از طریق بافت برداری قابل تشخیص هستند تغییرات مربوط به لنفوسیت‌های درون بافت کبد، فولیکول‌های لنفاوی در ورید باب، و مجاری صفرا می‌باشند. چندین آزمایش خون را می‌توان انجام داد که شدت آسیب را تعیین کرده و نیاز به بافت برداری را کاهش می‌دهند.

### آزمایش
تنها بین ۵ تا ۵۰٪ کسانی که در ایالات متحده و کانادا به این ویروس آلوده هستند از وضعیت خود اطلاع دارند. برای افرادی که در خطر زیادی هستند، مانند کسانی که خالکوبی بر بدن خود دارند آزمایش توصیه می‌شود. آزمایش همچنین به افرادی که آنزیم کبدی بالایی دارند توصیه می‌شود چرا که آنزیم کبدی بالا در اغلب اوقات تنها نشانه مزمن هپاتیت می‌باشد. آزمایش دائم در ایالات متحده توصیه نمی‌شود.

## پیشگیری
تا سال ۲۰۱۱ هیچ واکسنی برای هپاتیت سی وجود نداشته. تولید واکسن‌ها در حال پیشرفت بوده و برخی از این پیشرفت‌ها نتایج امیدبخشی را از خود نشان داده‌اند. ترکیبی از راهکارهای پیشگیرانه، نظیر طرح تعویض سرنگ و درمان سوء مصرف مواد، خطر ابتلا به هپاتیت سی را در بین تزریق کنندگان مواد حدود ۷۵٪ کاهش می‌دهد. آزمایش اهداکنندگان خون در سطح ملی امری مهم تلقی می‌شود، چرا که این کار به معنی پیروی از احتیاطات عمومی در درون مراکز مراقبت‌های بهداشتی است. درکشورهایی که به اندازه کافی سرنگ پاکیزه وجود ندارد، مراقبین سلامت باید داروها را از راه دهان به بیماران بدهند و نه از راه تزریق.

## درمان
ویروس هپاتیت سی در ۵۰ تا ۸۰٪ مبتلایان به این ویروس موجب به وجود آمدن عفونت مزمن می‌شود. حدود ۴۰ تا ۸۰٪ این عفونت‌ها با درمان از بین می‌روند. در موارد نادر، این عفونت می‌تواند بدون درمان از بین برود. افرادی که دچار هپاتیت سی مزمن هستند باید از مصرف الکل و داروهایی که موجب تولید سم در کبد می‌شوند خودداری کنند، این افراد همچنین باید برای هپاتیت آ و هپاتیت ب واکسینه شوند. افراد مبتلا به سیروز کبدی می‌بایست به منظور تشخیص سرطان کبد آزمایش‌های فراصوتی انجام دهند.
در حال حاضر آزمایش ویروس هپاتیت سی دو مرحله ای، گران و ناخوشایند است، به‌طور گسترده در دسترس نیست یا به‌طور کلی در سطح جهان صرفه اقتصادی ندارد اما سیستم جدید آزمایش آنتی‌ژن ویروس هپاتیت سی که توسط محققان دانشگاه ارواین آمریکا ابداع شده‌است، نسبت به آزمایش‌های فعلی مقرون به صرفه تر و از حساسیت و ویژگی بهبود یافته قابل توجهی برخوردار است.
در پژوهشی دیگر مطالعات محققان بیمارستان TWH تورنتو کانادا نشان می‌دهد که یک رژیم دارویی ساده ۱۲ هفته‌ای قادر به درمان عفونت هپاتیت C است. نتایج اولیه این آزمایش روی ۹۹ درصد بیماران موفقیت‌آمیز بوده‌است. این رژیم، ترکیب دو داروی sofosbuvir و velpatasvir است و روزی یک بار به بدن تزریق می‌شود.

### داروها
افرادی که آلودگی آن‌ها به ویروس هپاتیت سی اثبات شده و دارای ناهنجاری‌های کبدی هستند می‌بایست به دنبال درمان خود باشند. درمان فعلی این بیماری ترکیبی است از پگ اینترفرون و داروی ضد ویروس ریباویرین که بسته به نوع ویروس هپاتیت سی ۲۴ تا ۴۸ هفته به طول می‌انجامد. آثار بهبودی در ۵۰ تا ۶۰٪ افراد درمان شده قابل مشاهده است. ترکیب بوسپروویر یا تلاپرویر با ریباویرین و پگ اینترفرون آلفا موجب بهبود واکنش به ژنوتیپ ۱ هپاتیت سی می‌شود. پیدایش عوارض جانبی با درمان این بیماری امری عادی است؛ نیمی از افرادی که درمان می‌شوند دچار علائم آنفلوآنزا مانند، و یک سوم آن‌ها دچار مشکلات احساسی می‌شوند. درمان در طول شش‌ماهه اول این بیماری مؤثر تر از زمانی است که هپاتیت سی مزمن می‌شود. اگر شخصی دچار عفونت جدیدی شود و با گذشت هشت تا دوازده هفته این عفونت از بین نرود، به وی توصیه می‌شود تا از پگ اینترفرون (pegylated interferon) به مدت ۲۴ هفته استفاده کند. برای افراد مبتلا به تالاسمی (نوعی اختلال خونی)، ریباویرین (ribavirin) مفید به نظر می‌رسد، اما این دارو نیاز به تزریق خون را افزایش می‌دهد. .

### طب جایگزین
طرفداران این طب ادعا می‌کنند که بسیاری از درمان‌های جایگزین نظیر خار شیری، جینسنگ، و نقره کلوئیدی برای هپاتیت سی مفید می‌باشند. با این حال، هیچ‌کدام از این درمان‌های جایگزین بهبود درمانی هپاتیت سی را از خود نشان نداده‌اند، و هیچ مدرکی دال بر اینکه درمان‌های جایگزین تأثیری بر ویروس این بیماری داشته باشند وجود ندارد.

## پیش‌بینی روند بیماری
بسته به نوع ژنوتیپ، واکنش‌ها نسبت به درمان می‌تواند متفاوت باشد. در افرادی که ژنوتیپ ۱ ویروس هپاتیت سی را دارند و طول دوره درمانی آن‌ها ۴۸ هفته است میزان واکنش طولانی مدت حدود ۴۰ تا ۵۰٪ می‌باشد. در ۷۰ تا ۸۰٪ افرادی که ژنوتیپ ۲ و ۳ ویروس هپاتیت سی را دارند و طول دوره درمانی آن‌ها ۲۴ هفته می‌باشد واکنش طولانی مدت روی می‌دهد. در افرادی که ژنوتیپ ۴ دارند و طول دوره درمانی آن‌ها ۴۸ هفته می‌باشد میزان واکنش طولانی مدت حدود ۶۵٪ می‌باشد. در حال حاضر نشانه‌های درمانی در بیماری ژنوتیپ ۶ کم می‌باشد، و این نشانه‌های درمانی برای دوره درمانی ۴۸ هفته‌ای بوده و دوز آن نیز به میزان دوز بیماری ژنوتیپ ۱ می‌باشد.

## همه گیرشناسی
| no data <10 ۱۰–۱۵ ۱۵–۲۰ ۲۰–۲۵ ۲۵–۳۰ ۳۰–۳۵ | ۳۵–۴۰ ۴۰–۴۵ ۴۵–۵۰ ۵۰–۷۵ ۷۵–۱۰۰ >۱۰۰ |

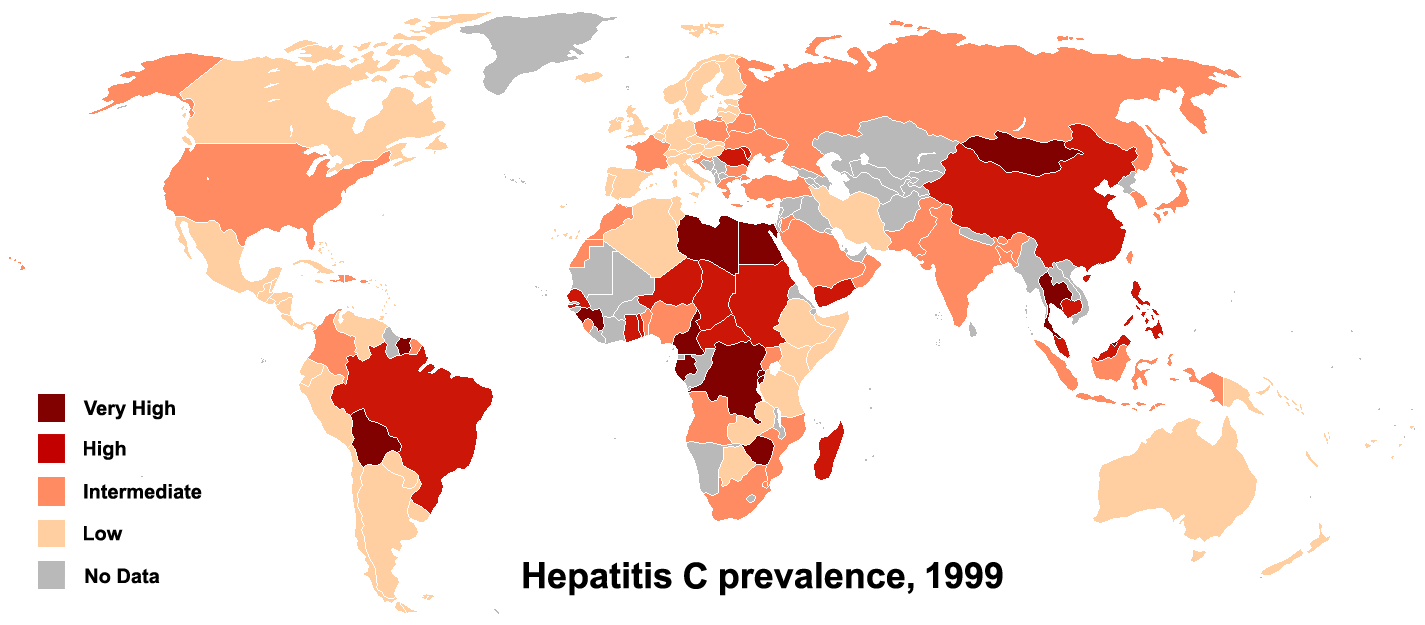
میزان شیوع هپاتیت سی در جهان در سال ۱۹۹۹

تعداد سال‌هایی که بیمار با ناتوانی زندگی کرده‌است برای هپاتیت سی در سال ۲۰۰۴ از میان هر ۱۰۰٬۰۰۰ نفر
no data
<10
۱۰–۱۵
۱۵–۲۰
۲۰–۲۵
۲۵–۳۰
۳۰–۳۵
۳۵–۴۰
۴۰–۴۵
۴۵–۵۰
۵۰–۷۵
۷۵–۱۰۰
>۱۰۰

بین ۱۳۰ تا ۱۷۰ میلیون نفر، یا ۳٪ جمعیت جهان، با هپاتیت سی مزمن زندگی می‌کنند. هر ساله بین ۳ تا ۴ میلیون نفر به این ویروس آلوده می‌شوند، و سالیانه بیش از ۳۵۰٬۰۰۰ نفر به خاطر بیماری‌های مربوط به هپاتیت سی می‌میرند.
در ایران نیز طبق آخرین آمار شیوع هپاتیت C کمتر از نیم درصد جمعیت کشور است. این در حالی است که در کشورهای همسایه افغانستان، عراق، پاکستان و کشورهای شمالی ایران شیوع هپاتیت C بیش از ۵ تا ۶ برابر کشور ایران است.
ترکیبی از مصرف ایدوکسوریدین (IDU) و داروهای تزریقی یا تجهیزات پزشکی ضدعفونی نشده در قرن بیستم منجر به افزایش قابل توجه این میزان شده‌است.
در ایالات متحده حدود ۲٪ از مردم به هپاتیت سی مبتلا هستند، و هر ساله بین ۳۵٬۰۰۰ تا ۱۸۵٬۰۰۰ نفر به این بیماری مبتلا می‌شوند. میزان شیوع این بیماری در ایالات متحده از دهه ۱۹۹۰ به خاطر بهبود آزمایش‌های خونی قبل از تزریق خون کاهش یافته‌است. مرگ و میر ناشی از ویروس هپاتیت سی در ایالات متحده سالیانه بین ۸٬۰۰۰ تا ۱۰٬۰۰۰ نفر می‌باشد. از آنجایی که افراد قبل از آزمایش ویروس هپاتیت سی با تزریق خون به این بیماری دچار شده و می‌میرند، انتظار می‌رود که این میزان مرگ و میر افزایش یابد.
میزان آلودگی به ویروس این بیماری در برخی از کشورهای آفریقایی و آسیایی بالا است. کشورهایی که میزان آلودگی بالایی دارند شامل مصر (۲۲٪)، پاکستان (۴٬۸٪) و چین (۳٬۲٪) می‌باشند. میزان بالای این آلودگی در مصر مربوط می‌شود به حرکت در حال حاضر متوقف شده این کشور در درمان همگانی شیستو زومیازیس (schistosomiasis) با استفاده از سرنگ‌های شیشه‌ای که به‌طور نامناسبی ضدعفونی شده بودند.

## تاریخچه
در اواسط دهه ۱۹۷۰، هاروی جی آلتر (Harvey J. Alter)، رئیس بخش بیماری‌های عفونی سازمان انتقال خون واقع در موسسات ملی بهداشت، و تیم تحقیقاتی اش اثبات کردند که در اکثر موارد ویروس هپاتیت آ یا هپاتیت ب نقشی در بروز هپاتیت پس از تزریق خون به بیمار ندارند. علی‌رغم این اکتشاف، در طول دهه بعد تلاش‌های تحقیقاتی بین‌المللی برای تشخیص ویروس این بیماری با شکست مواجه شد. در سال ۱۹۸۷، مایکل هاگتون (Michael Houghton)، کوی لیم چو (Qui-Lim Choo)، و جورج کو (George Kuo) در شرکت کایرون (Chiron) با همکاری دکتر دی دبیلیو برادلی (D.W. Bradley) از مرکز کنترل و پیشگیری بیماری‌ها، به منظور تشخیص اورگانیسم ناشناخته و انجام آزمایش تشخیصی از یک شیوه جدید تولید مثل مولوکولی ااستفاده کردند. در سال ۱۹۸۸، آلتر (Alter) ویروس مورد نظر را با تأیید وجود آن در گروهی از نمونه‌های هپاتیت غیر آ و غیر ب به اثبات رسانید. در آوریل ۱۹۸۹، کشف ویروس هپاتیت سی در دو مقاله در مجله «ساینس» منتشر شد.
این کشف منجر به پیشرفت‌های مهمی در زمینه تشخیص بیماری و درمان ضد ویروسی شد. در سال ۲۰۰۰، دکتر آلتر (Alter) و هاگتون (Houghton) به خاطر «کار پیشگامانه خود که منجر به کشف ویروس هپاتیت سی و توسعه شیوه‌های آزمایشی که باعث کاهش خطر ابتلا به هپاتیت مرتبط با تزریق خون در ایالات متحده از ۳۰٪ در سال ۱۹۷۰ به صفر درصد در سال ۲۰۰ شد» مفتخر به دریافت جایزه لاسکر برای پژوهش پزشکی بالینی شدند.
شرکت کایرون (Chiron) حق انحصاری کشف ویروس و تشخیص آن را چندین بار به نام خود به ثبت رسانید. در سال ۱۹۹۰ سی دی سی (CDC) پس از اینکه شرکت کایرون (Chiron) ۱٫۹ میلون دلار به سی دی سی (CDC) و ۳۳۷٬۵۰۰ دلار به برادلی (Bradley) پرداخت کرد از تقاضانامه ثبت حق انحصاری خود صرفنظر کرد. در سال ۱۹۹۴، برادلی (Bradley) که به دنبال بی‌اعتبار کردن ثبت امتیاز انحصاری توسط شرکت کایرون (Chiron) و دریافت خسارت و حق کشف بود، دادخواستی را علیه این شرکت تنظیم و خود را به عنوان شریک کشف ویروس معرفی کرد. وی پس از ناکام ماندن در دادگاه استیناف از این دادخواست خود صرفنظر کرد.

## جامعه و فرهنگ
اتحادیه جهانی هپاتیت روز جهانی هپاتیت را برپا می‌کند. مراسم این روز همه ساله در ۲۸ ژوئیه برگزار می‌گردد. هزینه‌های اقتصادی هپاتیت سی هم برای خود فرد و هم برای اجتماع قابل توجه می‌باشند. در سال ۲۰۰۳ در ایالات متحده متوسط هزینه مادام العمر این بیماری چیزی حدود ۳۳٬۴۰۷ دلار برآورد شده‌است، و تا تاریخ ۲۰۱۱ این هزینه به‌علاوه هزینه پیوند کبد چیزی حدود ۲۰۰٬۰۰۰ دلار برآورد شده‌است. در کانادا هزینه یک دوره درمانی ضد ویروسی در سال ۲۰۰۳ ۳۰٬۰۰۰ دلار کانادا می‌بود، این در حالی است که در سال ۱۹۹۸ هزینه این دوره درمانی در ایالات متحده بین ۹٬۲۰۰ تا ۱۷٬۶۰۰ دلار می‌بود. در بسیاری از مناطق دنیا مردم قادر به پرداخت هزینه درمان ضد ویروسی نمی‌باشند چرا که این افراد تحت پوشش بیمه درمانی نیستند یا نوع بیمه‌ای که دارند هزینه‌ای در قبال درمان‌های ضد ویروسی پرداخت نمی‌کند.

## تحقیقات
از سال ۲۰۱۱، حدود ۱۰۰ نوع دارو برای هپاتیت سی در حال ساخت می‌باشد. این داروها شامل واکسن‌هایی می‌شوند که برای درمان هپاتیت استفاده می‌شوند، و همچنین تعدیل کنندگان سیستم ایمنی، و بازدارنده‌های سیکلوفیلین می‌باشند. ظهور همه این درمان‌های بالقوه جدید به دلیل شناخت بهتر ویروس هپاتیت سی بوده‌است.